# 龍井蝦仁

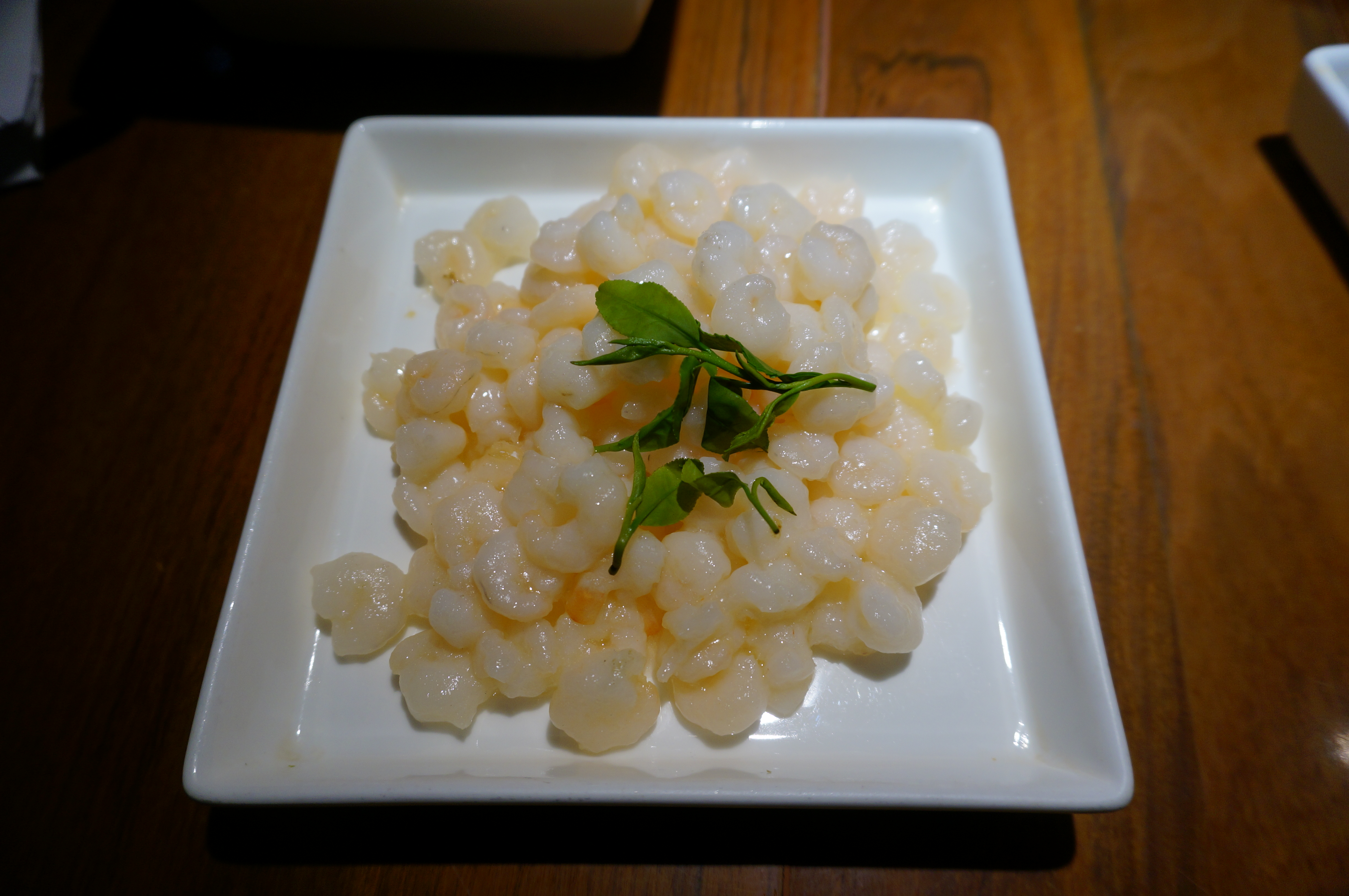
龍井蝦仁の例

龍井蝦仁（ロンジンシャーレン、ロンジンシアレン）は浙江料理の1つ。エビの龍井茶葉炒めである。
浙江料理の代表的な料理にして、茶葉を料理に使用した茶料理の代表的な料理である。
発祥は明代にまでさかのぼることができる。明代は、茶葉を圧縮成形して固めた固形茶や細かく砕いた抹茶から、現代同様に茶葉をそのまま用いる「散茶」に移り変わる時期でもあり、茶葉を料理に使うことが一般民衆の間にも広がった。
龍井茶の茶葉とエビを炒めた料理である。
川エビを用いるのが発祥の地・杭州のスタイルではあるが、世界的には海エビが使用されることも多い。